# Binta Diakité
Pour les articles homonymes, voir Diakité.
Binta Diakité, née le 7 mai 1988, est une footballeuse internationale ivoirienne. Elle évolue au poste de milieu de terrain.
Elle participe avec l'équipe de Côte d'Ivoire féminine à la Coupe du monde féminine 2015.

## Biographie
Lors du mondial 2015 organisé au Canada, elle joue trois matchs : contre l'Allemagne, la Thaïlande, et la Norvège.